# 達爾文島 (加拉帕戈斯群島)

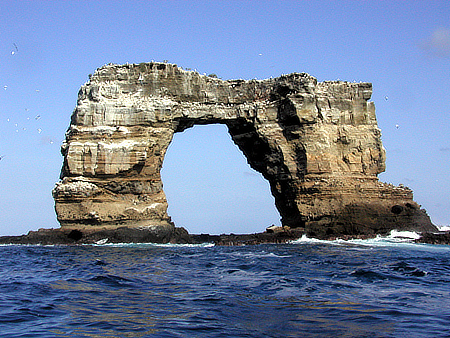

達爾文島（西班牙語：Isla Darwin）是厄瓜多爾的島嶼，位於沃爾夫島以北34公里的太平洋海域，屬於加拉帕戈斯群島的一部分，長2.8公里、寬0.8公里，面積1.3平方公里，最高點海拔高度253米，島上無人居住。

## 外部連結
- Darwin Island - govisitgalapagos.com

1°40′01″N 91°59′56″W / 1.667°N 91.999°W